# Diffeomorfisme

Diffeomorfisme toegepast op een vierkant

In verschillende deelgebieden van de wiskunde, zoals de wiskundige analyse, de differentiaalmeetkunde en de differentiaaltopologie, is een diffeomorfisme een onbeperkt continu differentieerbare bijectie met een eveneens onbeperkt continu differentieerbare inverse. Als men de voorwaarde verzwakt en bijecties beschouwt, die in beide richtingen slechts 1 of een eindig aantal keer continu differentieerbaar moeten zijn, spreekt men van {\displaystyle C^{1}}-, respectievelijk {\displaystyle C^{k}}-diffeomorfismen.
Diffeomorfismen fungeren als isomorfismen in de categorie der gladde variëteiten. Twee diffeomorfe variëteiten (variëteiten, waartussen een diffeomorfisme bestaat) worden als gelijkwaardig beschouwd. De studie van gladde variëteiten zonder aanvullende structuur, op diffeomorfisme na, heet differentiaaltopologie.
Het woord diffeomorfisme is een samentrekking van differentiaal en homeomorfisme. Elk diffeomorfisme is een homeomorfisme, maar niet omgekeerd.

## Definitie
Zij {\displaystyle M} en {\displaystyle N} gladde variëteiten met dimensie {\displaystyle m} respectievelijk {\displaystyle n.} Een diffeomorfisme van {\displaystyle M} naar {\displaystyle N} is een bijectie
{\displaystyle f:M\to N}
die in beide richtingen onbeperkt continu differentieerbaar is. Dat betekent dat voor elk punt {\displaystyle x} van {\displaystyle M} en voor elke keuze van kaarten (lokale coördinaten) rond {\displaystyle x} en {\displaystyle f(x)}
{\displaystyle \mu :U\subset \mathbb {R} ^{m}\to M,\ \nu :V\subset \mathbb {R} ^{n}\to N}
de samengestelde afbeeldingen
{\displaystyle \mu ^{-1}\circ f^{-1}\circ \nu ,\ \nu ^{-1}\circ f\circ \mu }
onbeperkt continu differentieerbaar zijn op hun domein.
Dit is slechts mogelijk als de variëteiten dezelfde dimensie hebben, dus {\displaystyle m=n.}
Een onbeperkt continu differentieerbare bijectie is een dan en slechts dan een diffeomorfisme als haar afgeleide nergens singulier is, dat wil zeggen als de vierkante matrix der partiële afgeleiden ten opzichte van een willekeurig coördinatenstelsel, nergens determinant nul heeft.

## Voorbeelden
Een lineaire transformatie van het vlak is dan en slechts dan een bijectie als de determinant van haar matrix ten opzichte van een willekeurige basis verschillend is van 0. Dergelijke reguliere lineaire transformaties zijn homeomorfismen van het vlak naar zichzelf.
De afbeelding die elk reëel getal op zijn derde macht afbeeldt
{\displaystyle f:\mathbb {R} \to \mathbb {R} :x\mapsto x^{3}}
is een onbeperkt differentieerbare bijectie, en tevens een homeomorfisme, maar geen diffeomorfisme. De omgekeerde bijectie is namelijk niet differentieerbaar in 0.
Alle open intervallen zijn diffeomorf met elkaar door lineaire transformatie. Ze zijn echter ook diffeomorf met de hele getallenas, bijvoorbeeld via de tangensfunctie
{\displaystyle {\hbox{tg}}:(-{\tfrac {1}{2}}\pi ,{\tfrac {1}{2}}\pi )\to \mathbb {R} :x\mapsto {\hbox{tg}}\,x}
Er bestaat geen diffeomorfisme tussen een cirkelomtrek en een rechte, omdat deze twee ruimten zelfs niet homeomorf zijn.
Er bestaan paren van gladde variëteiten die onderling niet diffeomorf zijn, maar waarvan de onderliggende topologische variëteiten wel homeomorf zijn. Dergelijke voorbeelden hebben als dimensie minstens 4. Ze gaan in tegen de intuïtie van de meeste wiskundigen en heten daarom exotische differentiaalstructuren.

## Automorfismen
De verzameling van alle diffeomorfismen van een gegeven variëteit {\displaystyle M} naar zichzelf vormt een groep voor de samenstelling. Dit is de groep {\displaystyle \mathrm {Aut} (M)} der automorfismen in de categorie der gladde variëteiten. In verscheidene opzichten is dit een "grote" groep. Hij kan worden opgevat als een oneindig-dimensionale Liegroep. Als de variëteit wegsamenhangend is, bestaat er voor elke twee punten {\displaystyle x} en {\displaystyle y} een automorfisme dat {\displaystyle x} op {\displaystyle y} afbeeldt.